# Chalain-le-Comtal
Chalain-le-Comtal és un municipi francès situat al departament del Loira i a la regió d'Alvèrnia-Roine-Alps. L'any 2007 tenia 609 habitants.

## Demografia

### Població
El 2007 la població de fet de Chalain-le-Comtal era de 609 persones. Hi havia 224 famílies de les quals 46 eren unipersonals (21 homes vivint sols i 25 dones vivint soles), 66 parelles sense fills, 104 parelles amb fills i 8 famílies monoparentals amb fills.
La població ha evolucionat segons el següent gràfic:
Habitants censats

### Habitatges
El 2007 hi havia 265 habitatges, 228 eren l'habitatge principal de la família, 22 eren segones residències i 15 estaven desocupats. 249 eren cases i 16 eren apartaments. Dels 228 habitatges principals, 169 estaven ocupats pels seus propietaris, 54 estaven llogats i ocupats pels llogaters i 5 estaven cedits a títol gratuït; 5 tenien dues cambres, 22 en tenien tres, 74 en tenien quatre i 128 en tenien cinc o més. 182 habitatges disposaven pel capbaix d'una plaça de pàrquing. A 89 habitatges hi havia un automòbil i a 124 n'hi havia dos o més.

### Piràmide de població
La piràmide de població per edats i sexe el 2009 era:
| Homes | Edats   | Dones |
| ----- | ------- | ----- |
| 0     | 95 o +  | 0     |
| 0     | 90 a 94 | 0     |
| 8     | 85 a 89 | 4     |
| 0     | 80 a 84 | 0     |
| 0     | 75 a 79 | 8     |
| 4     | 70 a 74 | 16    |
| 16    | 65 a 69 | 4     |
| 4     | 60 a 64 | 20    |
| 12    | 55 a 59 | 0     |
| 8     | 50 a 54 | 12    |
| 28    | 45 a 49 | 24    |
| 16    | 40 a 44 | 12    |
| 24    | 35 a 39 | 24    |
| 12    | 30 a 34 | 24    |
| 16    | 25 a 29 | 8     |
| 8     | 20 a 24 | 12    |
| 16    | 15 a 19 | 12    |
| 28    | 10 a 14 | 20    |
| 12    | 5 a 9   | 24    |
| 8     | 0 a 4   | 8     |

## Economia
El 2007 la població en edat de treballar era de 391 persones, 307 eren actives i 84 eren inactives. De les 307 persones actives 283 estaven ocupades (161 homes i 122 dones) i 24 estaven aturades (6 homes i 18 dones). De les 84 persones inactives 31 estaven jubilades, 24 estaven estudiant i 29 estaven classificades com a «altres inactius».

### Ingressos
El 2009 a Chalain-le-Comtal hi havia 235 unitats fiscals que integraven 648,5 persones, la mediana anual d'ingressos fiscals per persona era de 17.487 €.

### Activitats econòmiques
Dels 30 establiments que hi havia el 2007, 1 era d'una empresa extractiva, 2 d'empreses de fabricació d'altres productes industrials, 7 d'empreses de construcció, 6 d'empreses de comerç i reparació d'automòbils, 4 d'empreses de transport, 1 d'una empresa d'hostatgeria i restauració, 2 d'empreses financeres, 1 d'una empresa immobiliària, 4 d'empreses de serveis i 2 d'empreses classificades com a «altres activitats de serveis».
Dels 7 establiments de servei als particulars que hi havia el 2009, 2 eren guixaires pintors, 3 fusteries, 1 lampisteria i 1 restaurant.
Dels 2 establiments comercials que hi havia el 2009, 1 era una gran superfície de material de bricolatge i 1 una botiga de menys de 120 m².
L'any 2000 a Chalain-le-Comtal hi havia 33 explotacions agrícoles que ocupaven un total de 1.200 hectàrees.

## Equipaments sanitaris i escolars
El 2009 hi havia una escola elemental integrada dins d'un grup escolar amb les comunes properes formant una escola dispersa.

## Poblacions més properes
El següent diagrama mostra les poblacions més properes.